# Agalmyla brownii
Agalmyla brownii là một loài thực vật có hoa trong họ Tai voi. Loài này được (Koord.) B.L.Burtt mô tả khoa học đầu tiên năm 2002.